# Andreas Kapp
Andreas „Andy“ Kapp (* 8. Dezember 1967 in Sonthofen) ist ein ehemaliger erfolgreicher deutscher Curler und der ältere Bruder von Ulrich Kapp. Auf den Spuren seines Vaters Charlie Kapp kam er 1981 zum Curling und spielt seit 1985 für die Curlingabteilung des EV Füssen und seit 1992 für den Curling-Club Füssen im „Team Kapp“. Er ist zweifacher Europameister und vierzehnfacher deutscher Meister.

## Biografie
1985 startete Andy Kapp seine internationale Karriere mit dem 7. Platz an der Junioren-WM in Perth/Schottland, gefolgt von Teilnahmen an der Junioren-WM 1987, den Demonstrationswettbewerben der Olympischen Spiele 1988 in Calgary und den Herren-Weltmeisterschaften 1990 und 1991. Zur Überraschung vieler gewann Kapp mit seiner neuformierten Mannschaft die Goldmedaille bei der Europameisterschaft 1992 im schottischen Perth. Im darauf folgenden Jahr wurde er lediglich Siebter, erreichte jedoch bei der Weltmeisterschaft 1994 in Oberstdorf den dritten Platz. Diesen Erfolg wiederholte er 1995 im kanadischen Brandon. Zwei Jahre später, bei der WM 1997 in Bern, zeigte Kapp seine beste Leistung bei Weltmeisterschaften und gewann die Silbermedaille; im Finale unterlag er dem schwedischen Team mit Skip Peter Lindholm. Im selben Jahr wurde er in Füssen zum zweiten Mal Europameister. Bei den Olympischen Winterspielen 1998 in Nagano/Japan belegte sein Team nur den achten Rang.
Von 2002 bis 2005 verlor Kapp mit seinem Füssener Team sieben nationale Ausscheidungen in Folge gegen die Dauerrivalen vom EC Oberstdorf mit Skip Sebastian Stock. Sein Comeback vier Jahre später war von Erfolg gekrönt: Bei der WM 2005 in Victoria gewann er die Bronzemedaille. Kapp nahm an den Olympischen Winterspielen 2006 teil, konnte sich aber nicht für das Halbfinale qualifizieren. Bei der Weltmeisterschaft 2007 im kanadischen Edmonton belegte er mit seinem Team den zweiten Platz hinter dem Team aus Kanada.
Kapp spielte seine dritten Olympischen Winterspiele 2010 in Vancouver. Die Mannschaft belegte den sechsten Platz. Bei der Weltmeisterschaft 2011 belegte Kapp mit seinem Team den sechsten Platz. Anschließend beendete Kapp seine Curling-Karriere im Herrenbereich, war jedoch bei Mixed-Welt- und Europameisterschaften und Weltcups mit unterschiedlichen Mannschaften im Einsatz.

## Team Kapp
Von 1983 bis 2011 war Andy Kapp Skip seines selbst gegründeten Teams. Waren bis 2009 nur Mitglieder des EV/CC Füssen vertreten, bildete sich ab 2010 eine Spielergemeinschaft mit dem EC Oberstdorf. Insgesamt gewann das Team vierzehnmal die deutsche Herren-Meisterschaft und bildete dadurch viele Jahre die deutsche Nationalmannschaft auf internationalen Turnieren. Dabei stehen mehrere Medaillengewinne bei Europa- und Weltmeisterschaften zu Buche.
Mitglieder:
- Andy Kapp (1983–2011) [EV Füssen/CC Füssen]
- Uli Schneider (1983–1992) [EV Füssen]
- Christoph Huber (1983–1992) [EV Füssen]
- Florian Zörgiebel (1983–1992) [EV Füssen]
- Ulrich Kapp (1992–2009) [CC Füssen]
- Holger Höhne (1992–2011) [CC Füssen]
- Oliver Axnick (1992–2006) [CC Füssen]
- Andreas Kempf (2002–2013) [CC Füssen]
- Andreas Lang (2006–2013) [CC Füssen]
- Daniel Herberg (2010–2013) [EC Oberstdorf]
- Markus Messenzehl (2010–2013) [EC Oberstdorf]

Nach dem Rücktritt von Kapp und Höhne im Jahr 2011 wurde die Mannschaft als "Team Allgäu" fortgeführt. Als Skip fungierte Andreas Lang.
2013 gewinnen Kapp und Höhne Gold bei der Mixed-Europameisterschaft in Edinburgh und werden bei den Mixed-Weltmeisterschaften 2015 und 2016 jeweils fünfter. Beide sind als Stützpunkt-Trainer für den deutschen Curling-Nachwuchs tätig.
Kapp ist Träger des Silbernen Lorbeerblattes, das er zurückzugeben drohte, als den Curlern die Spitzensportförderung gestrichen wurde.

## Privates
Er lebt mit seinen drei Kindern in Unterthingau und ist auch beruflich dem Eis verbunden – er betreibt einen Großhandel für Tiefkühlkost. Bei den Olympischen Jugend-Winterspielen 2020 war er als Trainer für die deutsche Curlingmannschaft tätig. Sein Sohn Benjamin war der Skip der Mannschaft.

## Erfolge
- Europameister 1992 und 1997
- 2. Platz Weltmeisterschaft 1997, 2007
- 3. Platz Weltmeisterschaft 1994, 1995, 2005
- Europameister Mixed 2013
- 2. Platz Weltmeisterschaft Mixed 2019
- Deutscher Meister Junioren 1985, 1987
- Deutscher Meister 1990, 1991, 1994, 1995, 1997, 1999, 2000, 2001, 2005, 2007, 2008, 2009, 2010, 2011
- Deutscher Mixed Meister 2013, 2015, 2016, 2019
- Deutscher Meister Senioren 2022, 2024, 2025